# Суворов, Георгий Кузьмич
Георгий Кузьмич Суво́ров (11 апреля 1919, село Абаканское Енисейской губернии (ныне Красноярский край) — 14 февраля 1944, под Нарвой) — советский поэт, писатель, гвардии лейтенант РККА.

## Биография
Георгий Кузьмич Суворов родился 11 апреля (по другим данным — 29 марта) 1919 года в селе Абаканском Енисейской губернии (теперь Красноярский край), в роду по материнской линии были характер . Происходит из бедной крестьянской семьи, родители умерли рано, будущий поэт вместе с сестрой воспитывались в детском доме.
В 1933 году поступил в Абаканское педагогическое училище, не окончив которое по причинам материального характера (нужно было помогать сестре), в 1937 году уехал работать в село Бондарево Бейского района Хакасии учителем начальных классов. В это время происходит знакомство Суворова с сибирским поэтом Иваном Ерошиным, оказавшим заметное влияние на начинающего поэта. Живя в Бондарево, Георгий Кузьмич увлекается фольклором, пишет стихи и пьесы.
В 1939 году поступает в Красноярский педагогический институт на факультет русского языка и литературы, начинает заниматься в литературном объединении при газете «Красноярский рабочий». Однако уже с первого курса Георгия Кузьмича призывают на срочную военную службу, которую он проходит в городе Омск. Здесь, в Омске, Суворов дебютирует в печати со своими поэтическими произведениями, активно включается в литературную жизнь города. Одним из наставников молодого поэта становится омский мэтр Леонид Мартынов.
В конце сентября 1941 года Георгий Суворов отправлен на фронт. Начав Великую Отечественную войну рядовым красноармейцем, дослужился до звания лейтенанта. Первые месяцы войны провел в рядах прославленной Панфиловской дивизии, был ранен в бою под Ельней, но с начала 1942 года снова в строю. После госпиталя, весной 1942 года, переведен под Ленинград, где командует взводом противотанковых ружей 45‑й гвардейской стрелковой дивизии и работает в дивизионной газете «За Родину». Примерно в это время печатаются подборки его стихов в журналах «Звезда» и «Ленинград». Награждён медалью «За оборону Ленинграда»
Умер от ран 13 февраля 1944 года в районе деревни Красненка Нарвского района ЭССР после боев за Нарвский плацдарм. Похоронен неподалеку от места гибели.
При строительстве Нарвского водохранилища останки Георгия Суворова перенесены в братское захоронение в городе Сланцы Ленинградской области.

## Награды и премии
Георгий Кузьмич Суворов посмертно принят в члены Союза писателей СССР. В 1968 году за книгу стихов «Слово солдата» Георгий Суворов был награждён мемориальной медалью конкурса Н. Островского.

## Память
На братской могиле в городе Сланцы, где погребены останки Георгия Кузьмича Суворова, выбиты строки одного из его стихотворений:
«Свой добрый век мы прожили, как люди, и для людей…»
Личный опыт общения с Георгием Суворовым лег в основу рассказа Николая Тихонова "Сибиряк на Неве". 